# 池上梅園
池上梅園（いけがみばいえん）は、東京都大田区池上にある区立公園である。

## 概要
当公園は池上本門寺の西にあり、高低差を生かした梅園や茶室などがある公園になっている。
戦前まで当地は日本画家の伊東深水の自宅兼アトリエ、画塾（朗峯画塾）であったが、戦災で焼失。戦後は拡張され築地の料亭経営者である小倉誠の邸宅があったが、所有者の没後、庭園として残す事を条件に東京都に敷地を譲渡。1978年に大田区に移管された。
大田区は当庭園に区の花である梅の花の植林をするなど整備し、現在は370本（白梅150本、紅梅220）の梅の木が植わっている。
1月から3月頃まで梅の花が楽しめ、多くの人が訪れるほかボタンやツツジの花があり、梅のシーズン以外にも四季を通じて草花を楽しめるようになっている。
なお園内へのアルコール類の持ち込み、および飲酒は禁止されている。

## 園内の主な施設
- 茶室（聴雨庵） 元々は政治家・藤山愛一郎所有の茶室であったものが1983年に大田区に寄贈され、移築されたもの[2]。
- 茶室（清月庵） この建物は建築家・川尻善治の元々自宅にあった離れである。それを大田区在住の華道家・中島恭名が買取り、大田区に寄付したもの。その後「清月庵」と命名され、1989年から茶室として利用されている。
- 和室
- 見晴台
- 薬医門

## 開園日・時間
- 月曜日以外毎日（午前9時から午後4時30分まで）
- 休園日:月曜日（2月、3月は無休。月曜日が休日の場合、翌平日が休み）年末年始。
- 2月から3月の間は、ライトアップを実施。点灯期間中は開園時間を午後8時まで延長。 （入園は午後7時30分まで）

## 料金
- 入園料 大人（16-65歳）100円、小人（6-15歳）20円

6歳未満と65歳以上は無料。その他、障害者なども無料。また茶室・和室の利用は事前予約のうえ、有料（詳細は公園事務所に問い合わせ）。

## アクセス
- 都営地下鉄浅草線 西馬込駅南口から徒歩10分。
- 東急池上線 池上駅から徒歩約20分。
- 五反田駅・川崎駅などからバス「本門寺裏」バス停下車 徒歩5分

## 隣接施設
- 池上本門寺